# Alma rusa
El alma rusa (en ruso: русская душа, romanizado: rúskaya dushá) es un término de la cultura rusa que destaca el particular carácter ruso y la manera de entender el mundo por los rusos. Dicho término se utiliza en obras filosóficas, literarias, musicales, y forma parte de la cultura popular rusa. Entre las características del alma rusa figuran el misterio y la amplitud.
Se suele resaltar la dificultad de entender el alma rusa por el resto del mundo, sin que esto suponga superioridad o inferioridad del pueblo ruso.
Desde los tiempos de la formación de Unión Soviética este término se usó a modo de propaganda. Actualmente el gobierno ruso sigue la línea propagandística remarcando la superioridad del "alma rusa" frente a los "desalmados" occidentales. 
También hay que tener en cuenta que este término se aplica en ocasiones a los otros dos pueblos eslavos orientales, los ucranianos y los bielorrusos, por las raíces históricas comunes.
Entre los autores que trataron este tema se encuentran Nikolái Berdiáyev, Nikolái Gógol, Lev Tolstói, Fiódor Dostoyevski, entre otros.

Татьяна (русская душою,
Сама не зная почему)
С ее холодною красою
Любила русскую зиму…
Aleksandr Pushkin. 
"Eugenio Oneguin"

### Obras filosóficas
- Флоровский Г. В. Пути русского богословия. Вильнюс, 1991.
- Бердяев Н. А. Русский соблазн // Русская мысль. 1910. N.º 11
- Бердяев Н. А. О "вечно бабьем" в русской душе. - Биржевые ведомости. 14 и 15 янв. 1915.

### Obras literarias
- Романов П.С. Русская душа
- Ерофеев В. Энциклопедия русской души

### Periódicos
- Загадочная русская душа
- Воспрянет русская душа
- Миссия русской души (enlace roto disponible en Internet Archive; véase el historial, la primera versión y la última).

- Datos: Q5398034